# Bogoslof
Bogoslof o Agasagook (en aleuta: Aĝasaaĝux̂) és el cim d'un estratovolcà submarí que es troba al sud del mar de Bering, 56 km al nord-oest d'Unalaska, a les illes Aleutianes. Té una superfície d'1,292 km² i està deshabitada. Fa 1.040 metres de llargada per 1.512 metres d'amplada, amb una elevació màxima de 150 metres. L'estratovolcà s'eleva a uns 1.800 metres del fons del mar, però el cim és l'única part que es projecta sobre el nivell del mar.
L'illa és relativament nova, ja que el volcà es trobava completament per sota del nivell del mar abans de l'erupció de 1796. Des de llavors l'illa ha anat creixent i erosionant-se en successives erupcions. Altres erupcions van tenir lloc els anys 1796-1804, 1806-1823, 1883-1895, 1906, 1907, 1909-1910, 1926-1928, 1992 i 2016-2017. El novembre de 1967 va ser designada com a National Natural Landmark pel Servei de Parcs Nacionals.